# The Elder Scrolls IV: Knights of the Nine
The Elder Scrolls IV: Knights of the Nine – dodatek do gry komputerowej The Elder Scrolls IV: Oblivion wydany przez Bethesda Softworks 21 listopada 2006.
Knights of the Nine dodaje do gry nową frakcję, zadania, lokacje i przedmioty. Dodatek koncentruje się na zakonie Rycerzy Dziewięciorga, którego celem było zebranie "Relikwii Krzyżowca", w przeszłości użytych do pokonania czarownika Umarila.
Ponieważ kaplica Dibelli w Anvil została zaatakowana, pojawił się prorok głoszący potrzebę podjęcia krucjaty, celem uratowania Cyrodiil przed nowym zagrożeniem. Gracz musi odbyć pielgrzymkę i odzyskać "Relikwie Krzyżowca", aby móc pokonać armię Umarila i jego samego.
Dodatek w wersji pudełkowej został wydany wraz z pomniejszymi rozszerzeniami, które wcześniej były dostępne do kupienia i ściągnięcia w internecie (Zbroja dla wierzchowca, Planetarium, Wieża Czarodzieja, Złowrogie Leże, Jaskinia Piratów, Brzytwa Mehrunesa, Magiczne Księgi). Samo rozszerzenie zapewnia około dziesięciu godzin dodatkowej rozrywki.